# Misha Latuhihin
Misha Jonas Emanuel Latuhihin, född 26 december 1970 i Nijmegen, är en nederländsk volleybollspelare.
Latuhihin blev olympisk guldmedaljör i volleyboll vid sommarspelen 1996 i Atlanta.